# Natangianos
Los natangianos o notangianos (en prusiano: Notangi) eran uno de los once clanes prusios que se mencionan en la crónica de Peter von Dusburg. Los natangianos habitaron en Natangia, un área que comprende la actual región rusa de Kaliningrado (Prusia oriental antes de 1945).
Cuando en el siglo XIII los caballeros teutónicos iniciaron sus cruzadas contra los prusianos paganos, vivían alrededor de 15 000 personas en el territorio entre los ríos identificados por los cruzados como Pregel (hoy río Pregolya) y Alle (hoy Łyna). Las fronteras natangianas estaban definidas entre sambianos al norte y los warmianos al sur y hablaban una lengua báltica, ahora extinta, parecida al prusiano antiguo.

## Historia
Los natangianos se mencionan por primera vez en 1238 en un tratado entre los caballeros teutónicos y Swietopelk II, Duque de Pomerania. En el Tratado de Christburgo de principios de 1249, que aseguraba plena libertad para los nuevos convertidos al cristianismo, ya estaban incluidos los natangianos. No obstante, el tratado no trataba del verdadero problema del conflicto, y los natangianos masacraron a cincuenta y cuatro cruzados en la batalla de Krücken, en noviembre de 1249. Pero la victoria fue efímera, pues los caballeros teutónicos se vieron reforzados en dos años y continuaron su cruzada. En 1255 construyeron el castillo de Königsberg (hoy Kaliningrado) en la desembocadura del Pregel, justo en la frontera entre Natangia y Sambia.
Durante el Gran Levantamiento Prusiano (1260-1274) los natangianos eligieron como caudillo a Herkus Monte, educado en Alemania. En sus inicios tuvo éxito en sus incursiones y derrotó a los cruzados en las batallas de  Pokarwis y de  Löbau. Sin embargo, los rebeldes fueron incapaces de conquistar las fortalezas construidas por los caballeros teutónicos y perdieron su causa. Herkus, que se había convertido en uno de los más prominentes caudillos prusianos, fue capturado y ahorcado en 1273. Los nobles natangianos se sometieron a los cruzados, quienes prometieron privilegios y propiedad sin inbtromisiones en sus territorios. Los natangianos, acaudillados por Sabynas y Stanta, se rebelaron por última vez en 1295. 
Con la colonización alemana en el territorio, los natangianos mantuvieron sus costumbres e idioma local hasta el siglo XVII y fueron totalmente asimilados en el siglo XVIII, aunque la población seguía definiéndose así misma como natangianos hasta 1945 (incluso la prensa local de Górowo Iławeckie (Landsberg) se llamaba "Natanger Zeitung" después de 1919).